# Phymanthus crucifer
Espèce
Synonymes
- Actinia crucifera Le Sueur, 1817
- Epicystis crucifer Le Sueur, 1817

Phymanthus crucifer est une espèce d'anémones de mer de la famille des Phymanthidae.